# سالومون فن رویزدال
سالومون فن رویزدال (هلندی: Salomon van Ruysdael; ۱ ژانویهٔ ۱۶۰۲ – ۳ نوامبر ۱۶۷۰) نقاش اهل هلند بود.
وی در عصر طلایی نقاشی هلند در قرن ۱۷ میلادی زندگی می‌کرده و بیشتر آثارش با موضوع طبیعت و منظره بوده‌است.

## نگارخانه

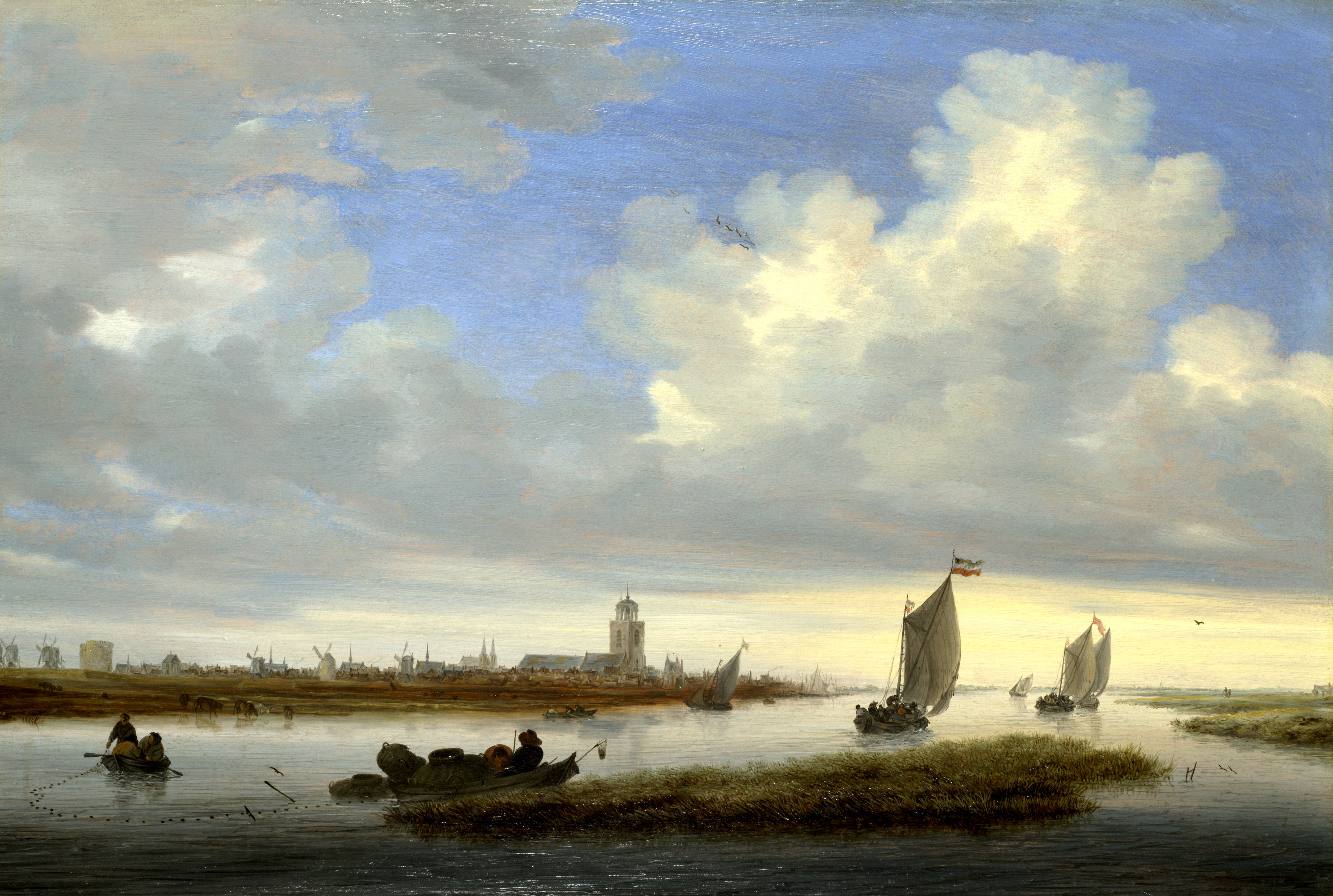
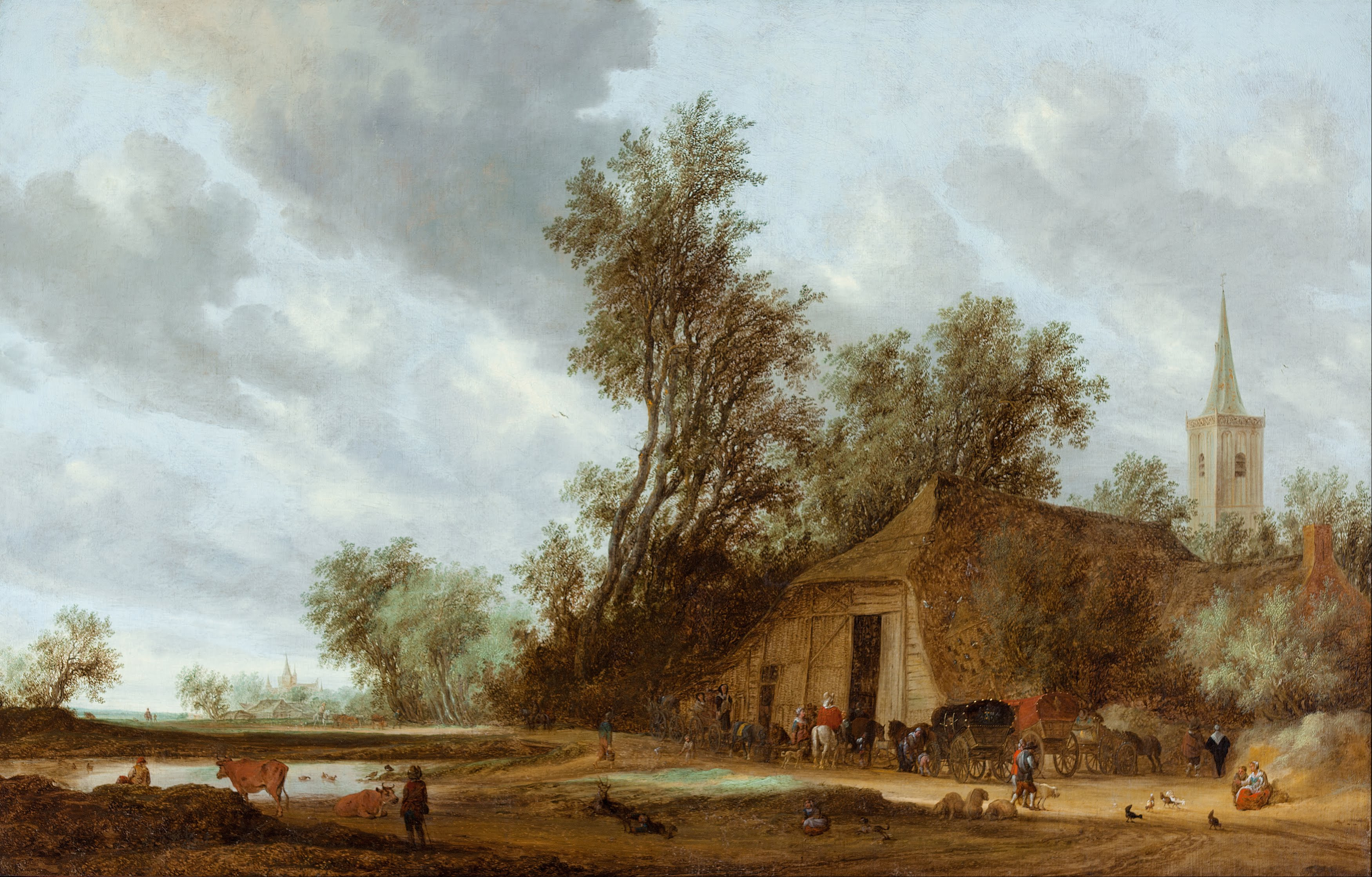